# Грип
Грип или инфлуенца, заразна болест примарно дисајног система узрокована је вирусом који се преноси капљицама у ваздуху, које су настале кијањем или кашљањем заражене особе. Већина заражених се опоравља у року од недељу дана, мада се код старијих особа и оних са астмом, срчаним и плућним болестима могу јавити компликације у облику бронхитиса или упале плућа. Симптоми могу да буду од благих до озбиљних. Најчешћи симптоми обухватају: високу температуру, цурење носа, запаљење грла, бол у мишићима, главобољу, кашљање, и осећај умора. Ови симптоми типично почињу два дана након излагања вирусу и углавном трају мање од недељу дана. Кашаљ, међутим, може да траје више од две недеље. Код деце се може јавити мучнина и повраћање, док до тога обично не долази код одраслих. Мучнина и повраћање се чешће јављају код невезане инфекције гастроентеритиса, која се понекад нетачно назива „стомачним грипом“ или „24-часовним грип“. Компликације узроковане грипом могу да обухватају виралну пнеумонију, секундарну бактеријску пнеумонију, синусне инфекције, и погоршање пређашњих здравствених проблема узрокованих астмом или затајењем срца.
Три типа инфлуенце утичу на људе. Обично се вирус шири путем ваздуха из кашља и кијања. Сматра се да до тога најчешће долази на релативно малим растојањима. Такође се може пренети додиривањем контаминираних површина и накнадним додиривање уста или очију. Особа може да буде заразна за друге пре и током болести. Инфекција се може потврдити тестирањем грла, испљувка, или носа за присуство вируса. Више брзих тестова је доступно; мада људи могу да имају инфекцију и ако су резултати теста негативни. Тип полимеразне ланчане реакције који детектује вирусну РНК је тачнији.
Фреквентно прање руку умањује ризик од инфекције пошто се вирус инактивира сапуном. Ношење хируршке маске је исто тако корисно. Светска здравствена организација препоручује годишњу вакцинацију против грипа за особе са високим степеном ризика. Вакцина је обично ефективна против три или четири типа грипа. Она се углавном добро толерише. Вакцина направљена за једну годину не мора да буде корисна наредне године, зато што вирус брзо еволуира. Антивирусни лекови, као што је инхибитор неураминидазе оселтамивир између осталих, се користе за третирање грипа. Њихова корисност код оних који су иначе здрави не изгледа да надмашује ризике од њихове употребе. Они се нису показали корисним код особа са другим здравственим проблемима.
Грип се шири по свету у виду годишњих епидемија, што доводи до око три до пет милиона случајева озбиљне болести и око 250.000 до 500.000 смртних случајева. У северним и јужним деловима света до ширења болести долази углавном током зиме, док се у областима око екватора болест може ширити у било ком добу године. Смртни случајеви се јављају углавном код младих, старих и особа са здравственим проблемима. Велике епидемије познате као пандемије су ређе. У 20. веку три пандемије грипа су се јавиле: Шпански грип из 1918, Азијски грип из 1958, и Хонгконшки грип из 1968, сваки од којих је довео до више од милиона мртвих. Светска здравствена организација је декларисала епидемију новог типа инфлуенза А/Х1Н1 као пандемију свињске инфлуенце из јуна 2009.
Осим код људи грип се јавља код свиња, коња и још неких сисара, као и код неких дивљих и домаћих птица. Неки типови грипа могу се преносити са једне врсте на другу. На пример, 1997. у Хонг Конгу се сој вируса са пилића почео преносити на људе. Због високе заразности и ширења, грип се често појављује у епидемијама, а ако се почне ширити по удаљеним крајевима света (што није реткост у данашњем свету брзих међународних путовања) назива се пандемија. Сваке године више милиона људи оболи од грипа, а смртност је мања од 1%. Организација САД за контролу и превенцију болести рачуна више од 20.000 смрти у САД узрокованих грипом. Пандемија грипа 1918—1919. године, тзв. шпански грип или шпањолка, била је најгора забележена те је убила око 20 милиона у свету.

## Етимологија
Реч грип је позајмљеница из француског језика (grippe), која је изведена из француског глагола gripper, који значи „хватати”.
Реч инфлуенца је такође позајмљеница, из латинског језика, од речи influentia, што значи „утицај”. Тај назив су дали Италијани почетком 16. века, зато што су мислили да је она настала услед утицаја небеских тела.

## Етиологија и патогенеза
Узрочници грипа су вируси из породице Orthomyxoviridae. Они се састоји од генетичког материјала РНК окруженог протеинским и липидним омотачем из кога излазе штапићи протеина хемаглутинина и неураминидазе. Ти протеини се понашају као антигени, изазивајући имуну реакцију код човека и других организама.
Постоје три типа вируса грипа:
- Тип А је најопаснији, напада многе сисаре и птице, узрокује већину болести код човека и углавном изазива појаву епидемија и пандемија,
- Тип Б напада људе и птице, а може такође да узрокује епидемије,
- Тип Ц утиче само на људе и не узрокује епидемије.

Вируси типа А и Б стално се мењају. Неке промене укључују серије генетичких промена, које након неког времена узрокују мутацију вируса. Оне су најчешће и узрокују већину промена из године у годину. Друга промена, која је ређа али опаснија, састоји се од промена хемаглутинина или неураминидазе, и резултује новим подтипом вируса. Вирус типа А подлеже обема променама, а тип Б само првој. Научници разликују вирусе и по сојевима, углавном названим по географском подручју где су први пут откривени. На пример, сојеви који су 2000—2001. узроковали највише болести били су тип А сој Нова Каледонија и сој Москва и тип Б сој Сишуан.
Када се особа зарази једним сојем грипа она на тај сој развија имунитет стварајући антитела. Људски имунски систем може препознати хемаглутинин или неураминидазу одређеног соја, те га напасти при првој појави. Антитела могу пружити заштиту при промени вирусовог генетичког материјала, али не и хемаглутинина или неураминидазе. На тај начин вируси због честих промена, могу узроковати нове таласе упала и код већ заражених особа. Научници нису сигурни шта узрокује такве промене, али је водећа теорија да људски и животињски сојеви измењују материјал стварајући тако нови сој.
Патогенеза грипозних промена у респираторном тракту је слична као и код других вирусних инфекција. Удахнути вируси улазе у ћелије и користе их за размножавање. При томе ћелије домаћина обично умиру и распадају се, а нови вируси се ослобађају и даље шире кроз организам. Што више ћелија пропадне тежи су патофизиолошки поремећаји респираторног система. Убрзо се јављају локални знаци упале (нарочито хиперемија) и оток, а обично се надовезује и бактеријска инфекција која додатно компликује болест. Најчешће је реч о хемофилусу инфлуенце, али могу да се појаве и стрептококни и стафилококни сојеви бактерија.

## Пренос болести
Вирус грипа се преноси у капљицама избаченим током кијања и кашљања. Када особа удахне вирусом испуњену капљицу, хемаглутинин на површини вируса се веже за ензиме у слузокожи који се налазе на респираторном тракту. Ензим зван протеаза, дели хемаглутинин на пола, што генетичком материјалу дозвољава да уђе у ћелију и почне да се размножава. Протеаза је присутна у дисајном и дигестивном тракту, па је због тога грип чест узрок болести дисајних путева. Научници су открили да вирус може користити и плазмин (ензим који је распрострањен свуда по телу) да преполови хемаглутинин, и да тако омогућити нападање других ткива.
Иако епидемија грипа може настати у било које доба године, често сезона ове болести почиње приближавањем зиме, када се људи више налазе у групама у затвореном простору, аутобусима и другим слабо проветреним просторима.

## Знаци и симптоми
| Симптом:                                                                                 | Сензитивност | Специфичност |
| ---------------------------------------------------------------------------------------- | ------------ | ------------ |
| Грозница                                                                                 | 68–86%       | 25–73%       |
| Кашаљ                                                                                    | 84–98%       | 7–29%        |
| Назална конгестија                                                                       | 68–91%       | 19–41%       |
| - Сва три налаза, а посебно грозница, су мање сензитивни код особа са више од 60 година. |              |              |

Приближно 33% људи са грипом су асимптоматични.
Симптоми грипа могу да почну сасвим изненадно један до два дана након инфекције. Обично су први симптоми осећај хладноће или хладна сензација, мада је грозница исто тако честа у раним ступњевима инфекције, са телесним температурама у опсегу од 38—39 °C (100—102 °F). Многи људи су толико болесни да су везани за кревет неколико дана, са боловима у целом телу, а највише у леђима и ногама. Симптоми инфлуенце могу да буду:
- Грозница и екстремна хладноћа (грозница дрхтавица, трешење)
- Кашаљ
- Назална конгестија
- Цурење носа
- Кијање
- Болови у телу, посебно у зглобовима и грлу
- Умор
- Главобоља
- Иритација, влажење очију
- Зацрвенеле очи, црвенило коже (посебно лица), уста, грла и носа
- Петехијски осип[18]
- Код деце, гастроинтестинални симптоми као што је дијареја и бол у трбуху,[19][20] (могу да буду тешки код деце са инфлуензом Б)[21]

Понекад је тешко да се направи разлика између обичне прехладе и инфлуензе у раним стадијумима тих инфекција, мада се прехлада може идентификовати по наглом почеку јаке грознице и екстремном замору. Инфлуенза је мешавина симптома обичне прехладе и пнеумоније, бола у телу, главобоље, и замора. Дијареја није нормални симптом инфлуензе код одраслих особа, мада се јављала код неких случајева H5N1 „птичијег грипа“ и може да буде симптом код деце. Симптоми који су најпоузданије приметни код инфлуенце су приказани у табели с десне стране.
Пошто су антивирусни лекови ефективни у третирању инфлуензе ако су дати рано, важно је да дијагноза што пре успостави. Од горе наведених симптома, комбинације грознице са кашљем, запаљења грла и/или назална конгестија могу да побољшају дијагностичку прецизност. Две студије анализе одлука сугеришу да ће током локалних епидемија инфлуензе преваленца бити око 70%, и стога ће пацијенти са било којом од тих комбинација симптома ће бити третирани са инхибиторима неураминидазе без тестирања. Чак и у одсуству локалне епидемије, третман може да буде оправдан код старијих особа током сезоне грипа докле год је распрострањеност преко 15%.
Доступни лабораторијски тестови за инфлуензу се константно побољшавају. Амерички Центри за контролу болести и превенцију (CDC) одржавају актуелни преглед доступних лабораторијских тестова. Следствено CDC, брзи дијагностички тестови имају сензитивност од 70–75% и специфичност од 90–95% у поређењу са виралним културама. Ти тестови могу да буду посебно корисни током сезоне грипа (распрострањеност = 25%), али у одсуству локалне епидемије, или пери-инфлуензне сезоне (распрострањеност = 10%).
Повремено, грип може да узрокује озбиљу болест укључујући примарну виралну пнеумонију или секундарну бактеријску пнеумонију. Очевидни симптом је тешко дисање. Додатно, ако дете (или одрасла особа) изгледа да се осећа боље и затим релапсира са јаком грозницом, то је знак опасности пошто узрок повраћаја може да буде бактеријска пнеумонија.

## Лечење и профилакса
Грип у већини случајева захтева само симптоматску терапију. Препоручени третман се обично састоји од одмора и узимања што више течности, уз примену лекова са аналгетичким и антипиретичким деловањем у циљу ублажавања симптома.
Антивиротици могу се користити у хемопрофилакси, код особа где је вакцинација контраиндикована, ређе и терапијски при чему могу допринети скраћењу трајања болести. Амантадин и римантадин специфично су ефикасни против вируса типа А, примењују се перорално и верује се да инхибирају пенетрацију или ране фазе вирусне репликације. Због учесталости појаве резистентних подтипова, не сматрају се лековима избора. Занамивир и оселтамивир, инхибитори неураминидазе, ефикасни су против типова А и Б и најчешће се примењују. Занамивир се даје као аеросол, интраназално, док се оселтамивир даје per os и сматра се нешто слабије ефикасним.
Вакцина за грип се састоји од ослабљених или мртвих вируса или њихових делова. Антигени у вакцини стимулишу имунски систем да производи антитела против тог соја, као и да га у раном стадијуму препозна, нападне и уништи. Типична вакцина садржи антигене три соја вируса, два соја типа А (H3N2 и H1N1) и један типа Б, па се код здравих особа смањује ризик од појаве грипа за 70-90%.
Препоручује се годишња вакцинација особа старијих од 65 година, особа с хроничним болестима срца, плућа или бубрега, дијабетичара, особа с оштећеним имунским системом и анемијом, деце лечене аспирином дужи временски период, жена у другом и трећем месецу трудноће, као и здравствених и других радника који долазе у контакт са великим бројем људи.
Упркос свим побољшањима, производња вакцине против грипа остаје изазов, те ни данашња вакцина не пружају 100% заштиту. Неки научници сматрају да вакцина неће никада моћи да контролише грип. Док се не пронађе прави лек научници се надају да ће идентификација и пријаве нових сојева на време помоћи да се смање епидемије и смрт од ове болести.

## Грип кроз историју
Стручњаци сматрају да сви вируси грипа потичу од вируса у дивљим паткама и осталој воденој перади. Неки од тих вируса су прешли на људе пре више хиљада година. Историчари су пронашли епидемије грипа у Европи 1510, 1557. и 1580. године. Епидемија 1580. се такође проширила и на Африку и Азију поставши прва позната пандемија. Пандемије су се такође појављивале: 1729, 1732, 1781, 1830, 1833. и 1889. године. Ова последња, позната као „руски грип“ (зато што је у Европу стигла са истока) и прва је детаљно описана пандемија. У 20. веку пандемије су се јавиле 1918, 1957. и 1968. године. Пандемија 1918—1919. је најдеструктивнија у новијој историји. Почела је крајем Првог светског рата и однела 20 милиона живота, двоструко више него сам рат. Није сигурно где је почела, али је прозвана „шпански грип“ због првих већих утицаја у Шпанији. Болест је била изузетно смртоносна, а умирале су и особе у доби од 20-40 година што је необично за грип.

## Истраживања
Током 1890-их и 1910-их научници су схватили да микроорганизми узрокују болести. Већина истраживања се фокусирала на бактерије, које су биле видљиве под светлосним микроскопом и које се могу изоловати филтерима. Вируси су у то време још увек били непознати.
Немачки бактериолог Фајфер је 1890-их изјавио да је пронашао узрочника грипа, бактерију Haemophilius influenzae. Даља истраживања су показала да та бактерија није присутна код свих заражених, па се закључило да је она само узрочник секундарних инфекција. Дуго се сматрало да се грип јавља само код људи, док око 1930. амерички бактериолог Ричард Шоуп није показао да је могућ пренос болести с једне свиње на другу. Од тада се у сврхе истраживања грипа користе животиње.
Године 1933, енглески лекари Вилсон Смит, Кристофер Ендруз, и Патрик Ледлоу су филтрирали могућег узрочника из слине заражене особе и убризгали га у ласицу. Пошто је ласица показивала симптоме грипа, доказано је да је изоловано тело узрочник грипа. Каснија истраживања су показала да је то био вирус типа А, док су 1940. и 1950. изоловани типови Б и Ц.
Године 1941, научници су доказали да се вакцином може контролисати болест грип, а прве вакцине су развијене ради заштите војника током Другог светског рата. У то време вакцине су, због нечистоћа, узроковале грозницу, главобоље и сличне учинке.

## Грип и прехлада
Прехлада се може назвати блажом верзијом грипа. Она је најчешћа од свих вирусних инфекција горњег дисајног апарата који чине нос, грло и синуси и често се поистовећује са грипом, који понекад има исте симптоме али је јачег интензитета и дуже траје. Прехладу изазива више од 200 врста вируса који се преносе капљичним путем (говор, кијање, кашљање, руковање). Симптоми прехладе су запушен нос, кијање, бол у грлу, кашаљ, а повишена температура се јавља углавном код мале деце. Симптоми се поступно смирују и по правилу не захтевају одлазак лекару.
Људи често греше мислећи да је свака прехлада, вироза или болест с температуром грип. Међутим грипом се сматра само она болест која је проузрокована вирусима А, Б и Ц.